# Vila Stanković
Villa Stanković se nachází v pohoří Fruška gora v Srbsku, v autonomní oblasti Vojvodina, nedaleko obce Čortanovci.

## Historie
Vila pochází z roku 1930, kdy ji nechal postavit kardiolog Radenko Stanković, zakladatel Lékařské fakulty v Srbsku. Byl také ministrem školství v době vlády Alexandra I. a zástupce krále Petra II. Karadjordjeviče.
Projekt vily byl vytvořen architektem Dragišou Brašovanem, který je taktéž autorem podoby paláce bánoviny v Novém Sadu. Vila je navržena ve stylu srbských středověkých hradů a je umístěna v lese u Čortanovců na pozemku, který má rozlohu 35 akrů.
Když byl Stanković ještě na studiích ve Vídni, zaslechl, že mezi Koviljskim ritem a Fruškou Gorou vanul místní vítr fruškogorac. Právě to inspirovalo Stankoviće k vybudování sídla v místě, kde jsou obvykle budovány nemocnice pro pacienty s plicními chorobami.
Po skončení druhé světové války byl Stanković zatčen a odsouzen na 12 let vězení za „spolupráci s Němci“. Vila byla zabavena v roce 1952 a první na seznamu nových majitelů bylo srbské ministerstvo vnitra. Později byla vila přizpůsobena vkusu Josipa Broze Tita (interiér byl tím kompletně zničen a později přestavěn), často ve vile pobývali nejvyšší státní úředníci. Kromě maršála byli nejčastějšími hosty Aleksandar Ranković a Slobodan Penezić Krcun. Následně byla vila převedena do jurisdikce oblastní vlády Vojvodiny a obývali ji Dušan Alimpić a Nikola Kmezić.
Ve vile byla přijata řada politických rozhodnutí. Její prostory využívali Milutin Mrkonjić, Radoman Božović a později i Boško Perosević. Perošević nařídil výstavbu bungalovů, tenisových kurtů a bazénu. Také mu bylo připisováno částečné zpřístupnění vily veřejnosti, jelikož v roce 1994 umožnil návštěvníkům, kteří nepracovali ve Výkonné radě Vojvodiny (oblastní vládě), pobýt ve vile. Týkalo se to například ředitelů velkých společností.
Radoman Božović si toto místo také velice oblíbil. Roku 1997 si pronajal 50 procent prostor na dobu 10 let. Majitel zde žil ale jen jeden rok. Koupi vily plánovali Slobodan-Boba Živojinović a zpěvačka Lepa Brena. Ve vile se mělo uskutečnit zasedání hlavního výboru Demokratické strany vedené Zoranem Đinđićem, ale kvůli bezpečnosti se tak nestalo. V té době na vile pracovalo velké množství pracovníků, a panoval tedy strach z možného atentátu. Schůzka se měla konat dva týdny před atentátem na předsedu vlády.
Vila je nyní využívána vojvodinskými úředníky ke schůzkám. Natočil se zde film Soje Jovanoviće „Síla otce“. Vila je dodnes uzavřená pro širokou veřejnost. Jsou zde organizovány festivaly Novi Tvrdjava teatar a Shakespeare fest.